# Movibaix
El Moviment Educatiu en el Temps Lliure Infantil i Juvenil del Baix Llobregat (Movibaix) és una coordinadora d'esplais del Baix Llobregat fundada l'any 1984. Actualment agrupa unes 39 entitats i forma part de la Federació Catalana de l'Esplai.